# Kržljonoške
Kržljonoške (Boidae) su porodica zmija. U rodovima ove porodice obuhvaćene su najveće zmije na svijetu. To su sve redom zmije koje svoj plijen ubijaju stiskom, gušenjem. Neke vrste mogu svojom veličinom i snagom biti opasne i za čovjeka. Niti jedna vrsta iz ove porodice nije otrovna. Porodica ima ukupno 23 roda sa, koliko je do sada poznato, 88 vrsta.

## Osobine
Čitavo tijelo kržljonoški pokriveno je ljuskama i izduženo, uglavnom valjkastog oblika. Tijelo vrsta koje žive na drveću je bočno spljošteno, s vrlo vidljivom kralježnicom. U odnosu na dužinu tijela, rep im je relativno kratak, a počinje iza kloake. Kod mužjaka je na početku repa parno smješten hemipenis, dok ženke na tom mjestu imaju mirisne žlijezde. Organi, a naročito želudac, su im vrlo rastezljivi. Oblik glave im je različit. Glava im se može bez vidljivog prijelaza nadovezivati na tijelo, ali može biti i vrlo vidljiv prijelaz. Gornja i donja čeljust im nisu povezane čvrstim zglobom. Povezane su rastezljivim trakama. Takva građa omogućuje da se čeljusti razmaknu i progutaju plijen daleko veći nego što bi to bilo moguće uz drugačiju građu. Neki rodovi imaju toplinske jamice koje su smještene u red ljuskica uz gornju i donju usnu. Oči nemaju kapke a zjenice su okomito procijepljene. Mirisne čestice koje uhvati jezik prenose se u dvije jamice u nepcu. Od njih postoji veza s mozgom. Taj organ je dobio ime po znanstveniku koji ga je otkrio, Jakobsonov organ. Kržljonoške ne čuju, ali donjom čeljusti osjete podrhtavanje, vibracije. 
Kržljonoške još imaju oba plućna krila. Kod većine drugih zmija se lijevo plućno krilo snažno odgradilo, a desno se izdužilo. Stražnji dio tog krila se razvio kao rezervoar zraka, tako da ove životinje i za vrijeme snažnog obujmljivanja plijena iz tog dijela pluća dobivaju potreban zrak.
Pored kloake vidljivi su rudimentarni ostaci stražnjih ekstremiteta. Osim toga, kod ove porodice postoje još ostaci zdjelice. 

#### Veličina i težina
Porodica kržljonoški obuhvaća najveće živuće zmije. Velike vrste mogu doseći 7 do 10 metara, kao na primjer boa ili zelena anakonda, dok su neke druge značajno manje. Postoje izvještaji o gorostasnim zmijama od 12 pa čak i 17 metara, no znanost nije nikada zabilježila zmije te veličine. Najduža zmija koja je znanstveno dokazana je bila titanoboa, duga 14,8 metra, no ona se pojavila poslije doba dinosauria.
Neke vrste pješčanih boa kao odrasle životinje teže samo par stotina grama. S druge strane, velike vrste kao odrasle Boe mogu bez problema imati 150 kilograma. Najveća dokumentirana težina jedne zmije je 182 kilograma, koliko je imala jedna zelena anakonda.

## Rasprostranjenost
Različite potporodice ove porodice nastanjuju velika područja zemlje. Pri tome pitoni žive pretežno na području starog svijeta, Azije i Afrike, ali ih ima i u Australiji. Udavke su rasprostranjene prije svega na području novog svijeta, kao i na Madagaskaru i Solomonskim otocima.

## Okoliš
Kržljonoške su se tijekom evolucije savršeno prilagodile najrazličitijim životnim okolišima. Većini vrsta ove porodice treba vlažna klima, njihova staništa su u području umjerene klime, suptropa dok neki od njih, kao na primjer zeleni drvni piton, žive u tropskim kišnim šumama. U hladnijim područjima u kojima zimi temperatura oštro pada, životinje zapadaju u takozvanu zimsku obamrlost. Suprotno tome, neke vrste žive u suhim, toplim područjima, sve do pješćanih pustinja. U tim područjima životinje su uglavnom malog rasta, a tijekom dana ukapaju se u pijesak da bi izbjegle ekstremne vrućine. 

## Razmnožavanje
Pitoni polažu jaja (oviparne životinje), dok Boe legu žive mlade (ovoviviparne životinje). Neke vrste iz ove porodice, za razliku od drugih reptila koje legu jaja, čuvaju svoje leglo do valjenja mladunaca. Omotaju tijelo oko legla jaja, i tako ostaju uz njih 2-3 mjeseca. Jedna, a možda i dvije vrste iz potporodice pitona čak mogu, podrhtavanjem mišića, podići temperaturu u leglu, a, ako je previše toplo, olabave "zagrljaj" oko legla i puste da zrak dođe do jaja.

## Hranjenje
Sve kržljonoške ubijaju plijen omotavajući se oko njega, i na taj način ga ubijaju. Zbog toga se naziv potporodice udavke često u svakodnevnom govoru u malo promijenjenom obliku koristi za cijelu porodicu, pa ju se naziva udavi. Omatanjem oko plijena, ove zmije svojom snažnom muskulaturom sprečavaju širenje prsnog koša žrtve i time im onemogućavaju disanje. Nakon toga, zmija guta plijen u cijelosti.
Ove zmije bez problema podnose duža razdoblja bez hrane. Odrasla životinja može podnijeti i godinu dana bez hrane, ali pri tome izgubi značajan dio tjelesne težine i obujma. Poznat je slučaj da je jedan kraljevski piton tek nakon 24 mjeseca boravka u zoološkom vrtu prihvatio prvog ponuđenog miša. 
Lovina ove porodice su sisavci, kao što su miševi, štakori i zečevi, a velike vrste, kao što je zelena anakonda, love i veći plijen, čak i vodenpraščiće. Zahvaljujući izuzetnoj rastezljivosti organa, a naročito želuca koji može snažno povećati obujam, zmije mogu progutati i plijen koji značajno premašuje njihov obujam. Donja čeljust im je s gornjom povezana elastičnim trakama, što im omogućuje višekratno povećanje usnog otvora. Zmije nemaju mjehur, a urin i izmet izbacuju kroz kloaku. Želučani sok kržljonoški sadrži visoko koncentriranu solnu kiselinu koja nakon nekoliko dana rastoči i najveći plijen. Probavljaju i kosti, neprobavljene izbacuju samo zube, dlake i kandže. 
Rasprostranjeno je netočno vjerovanje, da kržljonoške lome kosti svojim žrtvama i na taj ih način ubijaju. Takav razlog smrti plijena je vrlo rijedak. Iako se to vrlo rijetko događa, poznati su slučajevi da se kod vrlo velikih zmija, kakvi su na primjer mrežasti pitoni koji su i sami upućenu na krupnu lovinu, neka kost kod gutanja plijena postavi poprijeko, i da se zmija njome udavi ili ju kost razdere. 

## Značenje za trgovinu
Trgovina živim jedinkama i kožama kržljonoški značajna je širom svijeta. Zbog toga, čitava porodica je stavljena pod zaštitu. Usprkos svim mjerama zaštite još uvijek se stotine tisuća koža ali i živih jedinki zaplijeni na aerodromima ali i u drugim vrstama krijumčarenja. Kako odrasle jedinke nekih vrsta mogu biti dugi više metara, trgovina se ograničava uglavnom na mlade životinje. U mnogim afričkim i azijskim državama životinje se ubijaju i radi mesa.

## Vanjske poveznice

### Ostali projekti
|  | Zajednički poslužitelj ima stranicu o temi Kržljonoške |
|  | Wikivrste imaju podatke o taksonu Boidae               |